# Lac Emmy
Pour les articles homonymes, voir Emmy.
Le lac Emmy est un lac de l'île principale des îles Kerguelen dans les Terres australes et antarctiques françaises (TAAF). Il est situé sur le plateau Central à 74 mètres d'altitude.